# Буффало Билл (телесериал)
Буффало Билл — американский ситкомный телесериал, в котором рассказывается о злоключениях эгоистичного ведущего ток-шоу, которого играет Дэбни Коулман, и его сотрудников (включая Джину Дэвис и Джоанну Кэссиди) на WBFL-TV, небольшой телевизионной станции в Буффало, штат Нью-Йорк. Премьера состоялась 1 июня 1983 года на канале NBC и продолжалась два сезона (1983-84). Он также был показан на тогдашнем новом британском четвёртом телеканале Channel 4.

## В ролях
- Дэбни Коулмен как «Баффало» Билл Биттингер
- Джоанна Кэссиди в роли Джоанны «Джо-Джо» Уайт, серьёзного продюсера ток-шоу
- Макс Райт в роли Карла Шуба, менеджера станции WBFL
- Джон Фидлер в роли Вуди
- Джина Дэвис в роли Венди Киллиан, ассистент режиссёра
- Чарли Робинсон в роли Ньюделл
- Мешак Тейлор в роли Тони
- Клод Эрл Джонс в роли Стэна (повторяющийся)
- Пиппа Пиртри в роли Мелани Биттинджер, дочери Билла (бывшей)

## Телевизионный рейтинг
| Сезон   | Эпизоды | Начало съемок   | Конец съемок    | Место | Рейтинг |
| ------- | ------- | --------------- | --------------- | ----- | ------- |
| 1982-83 | 12      | 1 июня 1983     | 17 августа 1983 | N/A   | N/A     |
| 1983-84 | 14      | 22 декабря 1983 | 29 марта 1984   | 72    | 12.9    |

## Эпизоды
В 2005 году Lionsgate выпустила все эпизоды на DVD.

## Оценки
Сериал получил 11 номинаций на премию «Эмми» (в том числе две за выдающийся комедийный сериал). Джоанна Кэссиди также получила премию «Золотой глобус» в 1984 году. В 1999 году телеканал TV Guide поставил Билла Биттингера на 42-е место в своем списке 50 величайших телевизионных персонажей всех времен. Бывший президент NBC Брэндон Тартикофф написал в своих мемуарах, что его самым большим профессиональным сожалением была отмена шоу.